# Niedźwiedź (gromada w powiecie ostrzeszowskim)
Niedźwiedź – dawna gromada, czyli najmniejsza jednostka podziału terytorialnego Polskiej Rzeczypospolitej Ludowej w latach 1954–1972.
Gromady, z gromadzkimi radami narodowymi (GRN) jako organami władzy najniższego stopnia na wsi, funkcjonowały od reformy reorganizującej administrację wiejską przeprowadzonej jesienią 1954 do momentu ich zniesienia z dniem 1 stycznia 1973, tym samym wypierając organizację gminną w latach 1954–1972.
Gromadę Niedźwiedź z siedzibą GRN w Niedźwiedziu utworzono – jako jedną z 8759 gromad na obszarze Polski – w powiecie kępińskim w woj. poznańskim, na mocy uchwały nr 23/54 WRN w Poznaniu z dnia 5 października 1954. W skład jednostki weszły obszary dotychczasowych gromad Kozły, Marydół i Niedźwiedź oraz miejscowość Kuźniki (bez parcel włączonych do miasta Ostrzeszowa – obręb Olszyna Las karta 1) o ogólnym obszarze 292,26 ha z dotychczasowej gromady Myje ze zniesionej gminy Ostrzeszów w powiecie kępińskim, a także obszar dotychczasowej gromady Bledzianów ze zniesionej gminy Czarnylas w powiecie ostrowskim w tymże województwie.
13 listopada 1954 (z mocą obowiązującą od 1 października 1954) gromada weszła w skład nowo utworzonego powiatu ostrzeszowskiego w tymże województwie, gdzie ustalono dla niej 13 członków gromadzkiej rady narodowej.
Gromadę zniesiono 1 stycznia 1960, a jej obszar włączono do nowo utworzonej gromady Ostrzeszów w tymże powiecie.